# Liste rouge des écosystèmes de l'UICN

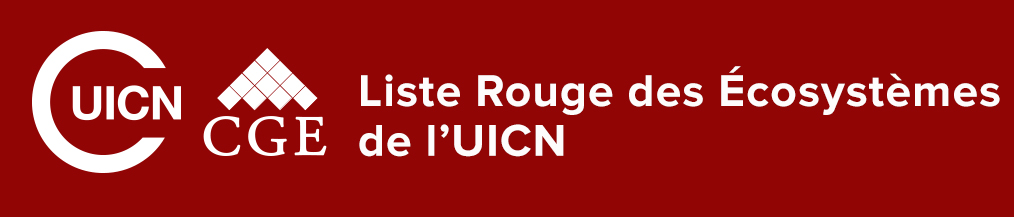
LRE - Produit de connaissance de UICN / CGE

La Liste Rouge des Ecosystèmes (LRE) est un cadre global pour surveiller et documenter l’état des écosystèmes. Elle a été créée par l’Union Internationale pour la Conservation de la Nature pour faire partie d’une boite à outils qui évaluent les risques à la biodiversité. L’objectif principal de cet outil c’est d’appuyer la conservation, usage des ressources, et décisions sur la gestion de même, en évaluant tous les écosystèmes du monde avant 2025.
La Liste rouge des écosystèmes a été élaborée par l'union internationale pour la conservation de la nature (UICN), la principale autorité mondiale en la matière et la même entité qui a créé la « Liste rouge des espèces menacées »; un cadre mondial pour surveiller le niveau de risque des espèces animales et végétales.
Avec l’appui de l’équipe de la LRE et ses partenaires, plusieurs gouvernements et organisations ont généré leurs propres listes rouges au niveau national et régional (généralement basé sur les critères et catégories de l’UICN), dans lesquelles ils classifient les écosystèmes subissent aux menaces dans leurs limites territoriales.

## Historique

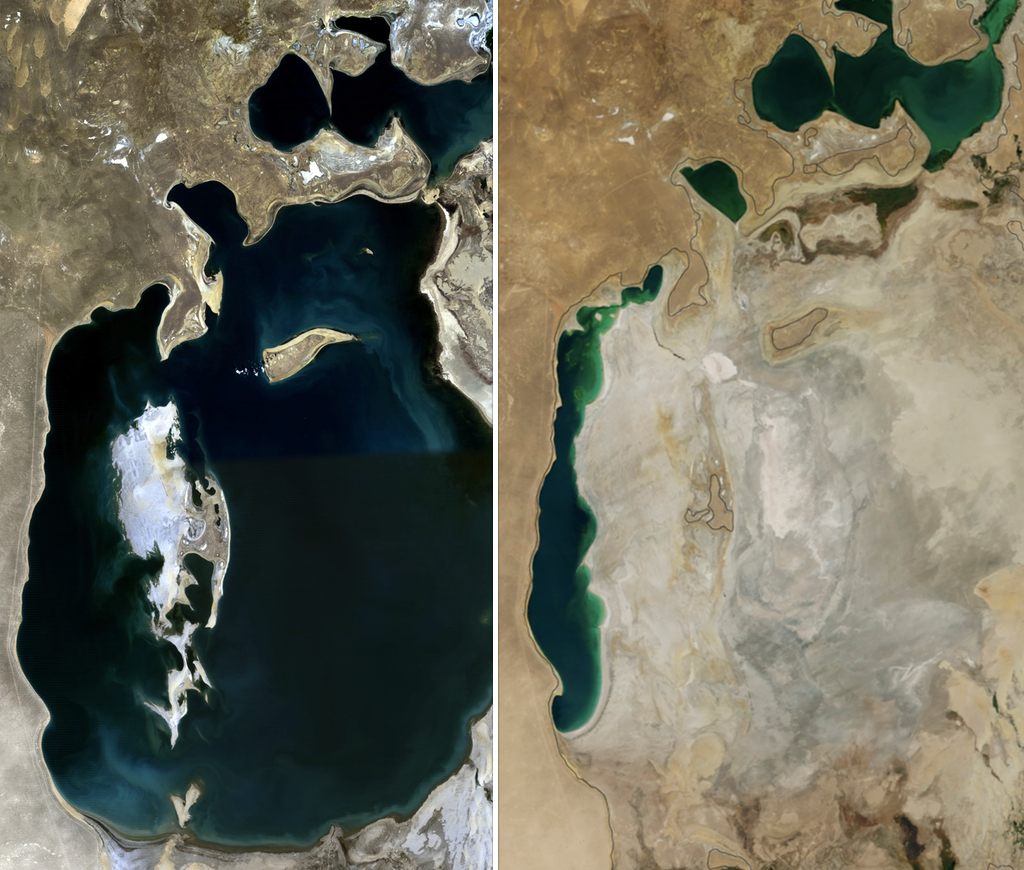
Comparaison entre l'état de la mer d'Aral en 1989 et le 12 août 2003. La mer d'Aral est considérée comme un exemple d'écosystème effondré (CO).(origine de l'image: NASA)

La Liste Rouge des Écosystèmes a été créée en reconnaissant le besoin de surveiller la biodiversité à un niveau d’organisation biologique supérieur aux espèces. Les protocoles d'évaluation des écosystèmes existants, élaborés par les autorités nationales ou sous-nationales, différaient par leur orientation et leur mise en œuvre, étaient souvent incomparables et ne permettaient pas de séparer une analyse rigoureuse des risques, du processus d'établissement des priorités de conservation,.
En 2008, pendant le IVe Congrès Mondial de la Conservation (Barcelone), la méthode pour le développement des critères pour estimer les risques aux écosystèmes a été définie par l’UICN, pour la création de la LRE. Au début, les critères pour la LRE ont été basés sur les critères analogues des espèces, et des protocoles conçus pour des applications régionales,.
En 2013, la création des Catégories et Critères de la Liste Rouge des Ecosystèmes de l’UICN, la base de la Liste Rouge de Écosystèmes d’UICN, a été finalisée. Cette même année, le document clé, « Scientific Foundations of an IUCN Red List of Ecosystems » a été publié, qui fournit un cadre cohérent, pratique, et basé sur la théorie, pour établir une Liste Rouge systématique des écosystèmes du monde.
La LRE a été officiellement reconnue par l’UICN en 2014, pour être gérée par la Commission pour la Gestion des Écosystèmes de l’UICN (CEM en anglais) comme un genre thématique.

## La Liste Rouge des Ecosystèmes comme un outil
Comme les autres produits d’UICN, la LRE est un outil important qui permet achever les objectifs internationaux de la conservation à travers la surveillance des écosystèmes en danger de collapse, soit au niveau global, ou à l’autre échelle de région, pays, par entité, etc.
L’outil donne une manière de résoudre des enjeux fonciers, et diminuer les impacts anthropiques sur des grandes surfaces. Il contribue aussi à une meilleure gestion des ressources pour la conservation, en priorisant les écosystèmes avec une probabilité imminente de disparition, et à la création des aires protégés plus efficaces, et leur sauvegarde pour les générations futures.

## Les catégories et les critères de la Liste rouge des écosystèmes de l'UICN
La liste rouge des écosystèmes de l’UICN repose sur les catégories et les critères de la liste rouge des écosystèmes de l'UICN, un ensemble de huit catégories et cinq critères qui fournissent une méthode cohérente d’évaluation du risque d’effondrement d’un écosystème.
Conçu pour être: largement applicable à tous les types d’écosystèmes et de zones géographiques; transparent et scientifiquement rigoureux; et facile à comprendre par les décideurs et le public; Les huit catégories et les cinq critères de la liste rouge des écosystèmes sont les suivants:

### Les catégories de risques

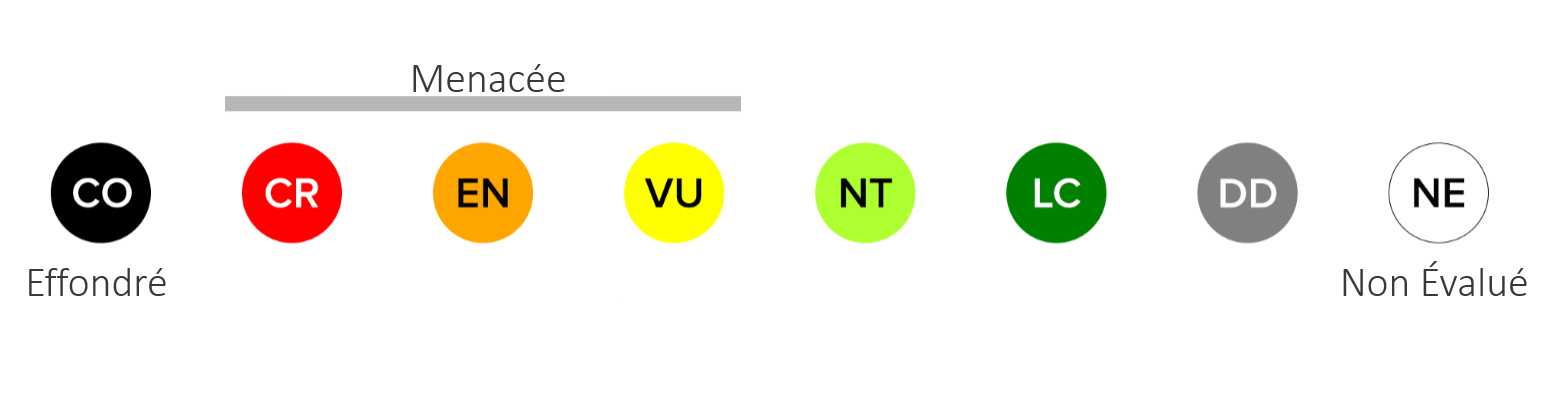
Schéma des catégories pour classer les écosystèmes selon les critères de la Liste Rouge des Écosystèmes de l'UICN

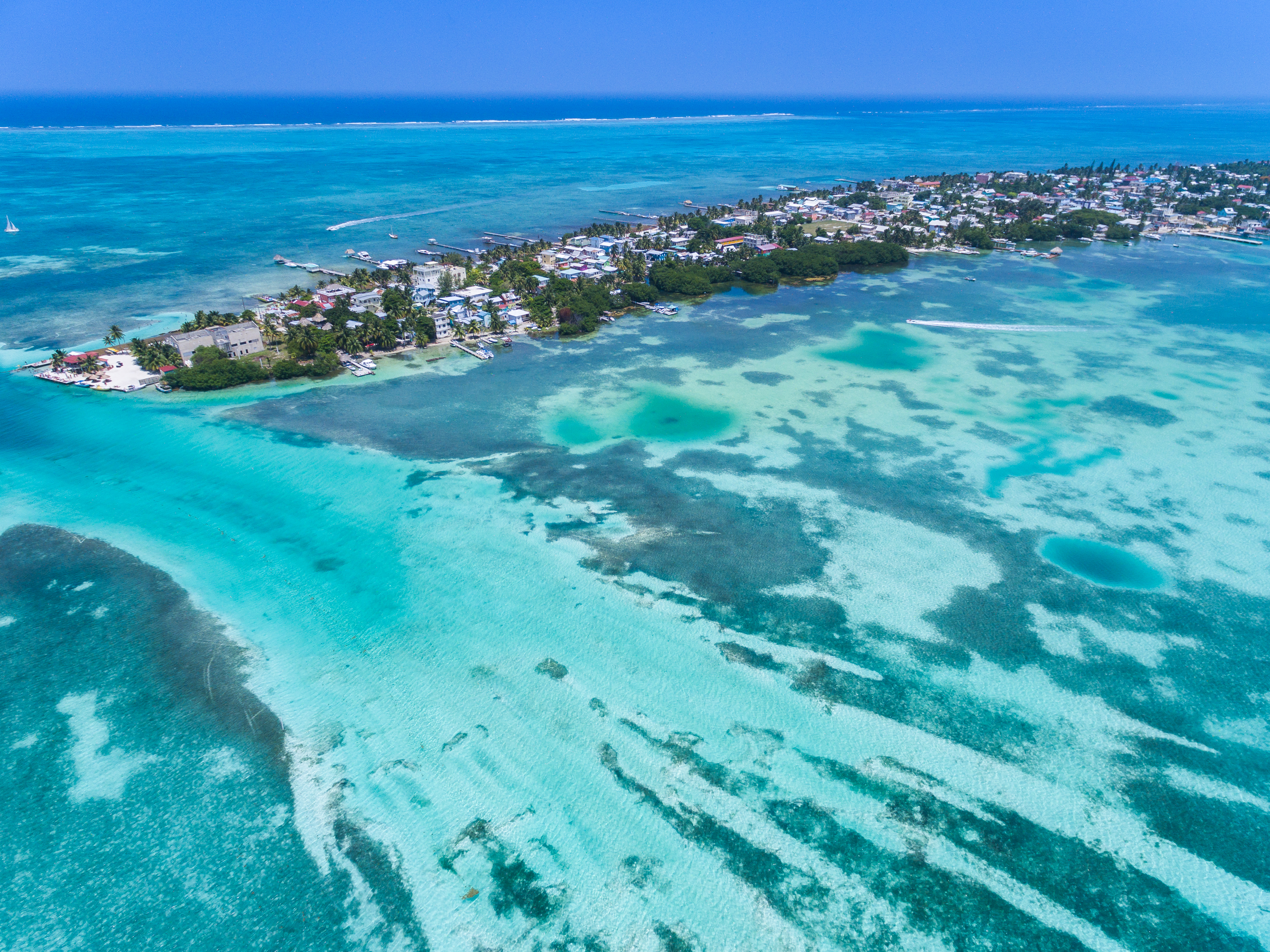
Le système de barrière de corail mésoaméricain est considéré comme étant En danger critique (CR)

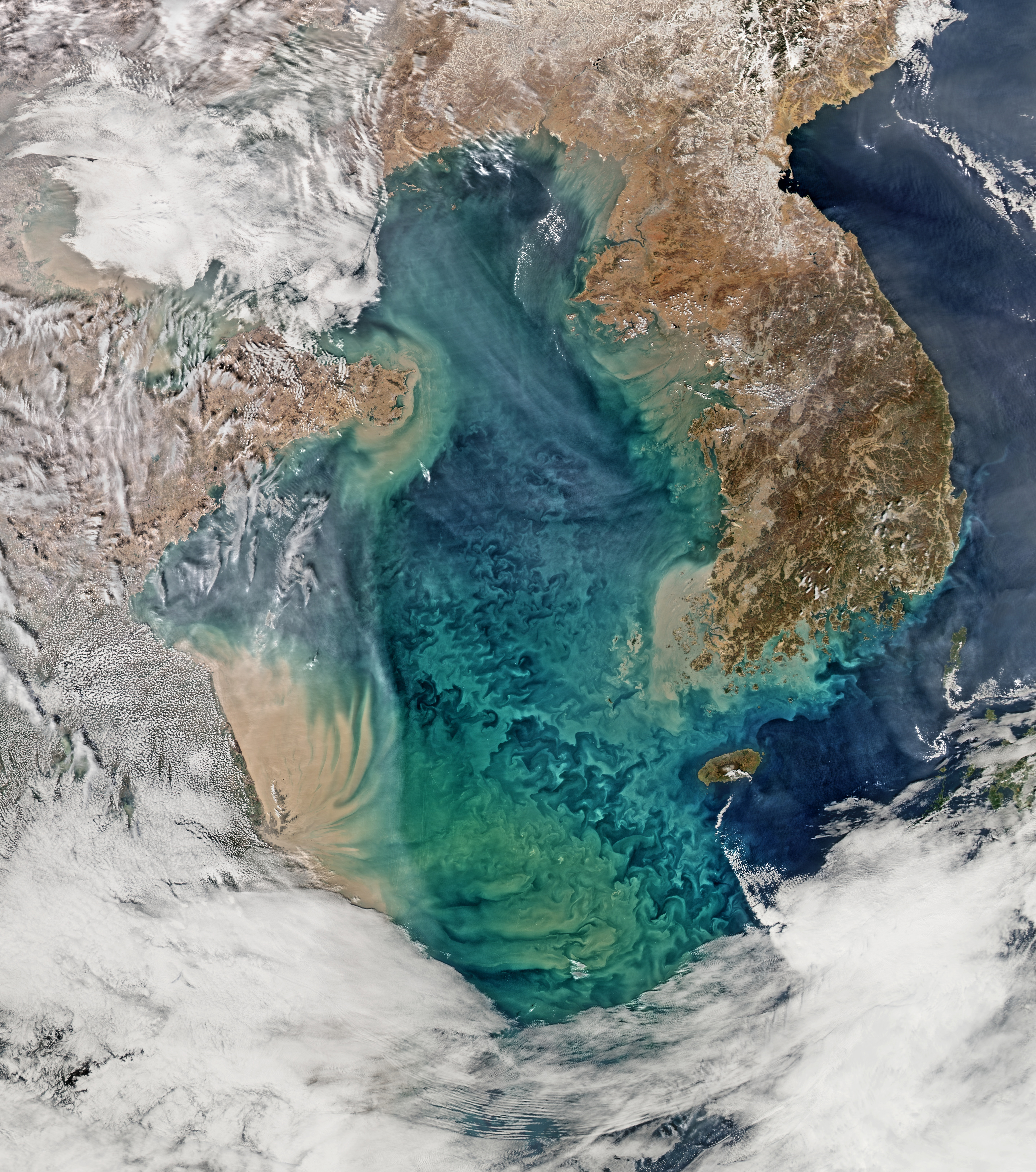
Les bas-fonds de la mer Jaune sont considérés comme étant En danger (EN)

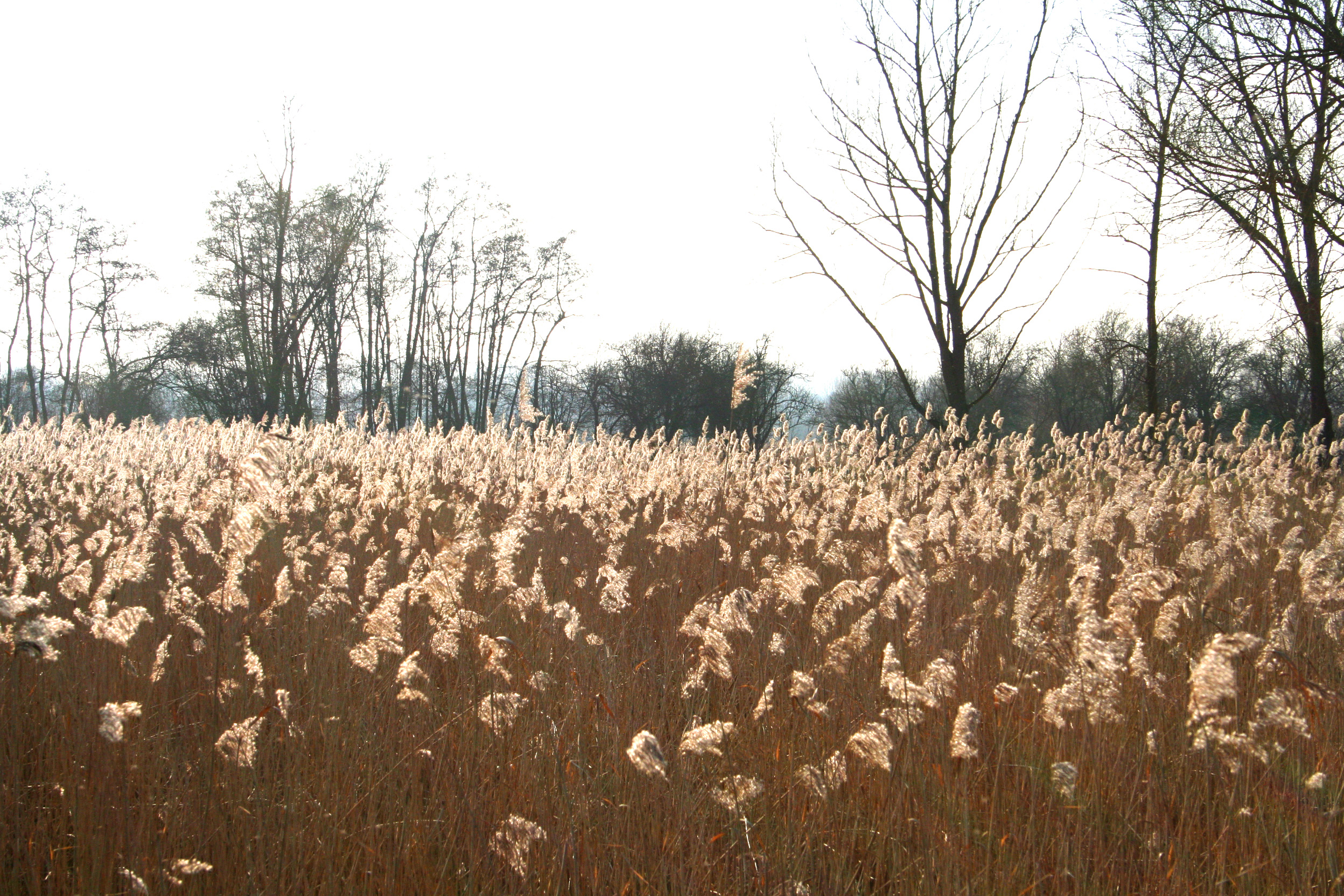
Les roselières européennes sont considérées comme Vulnérable (VU)

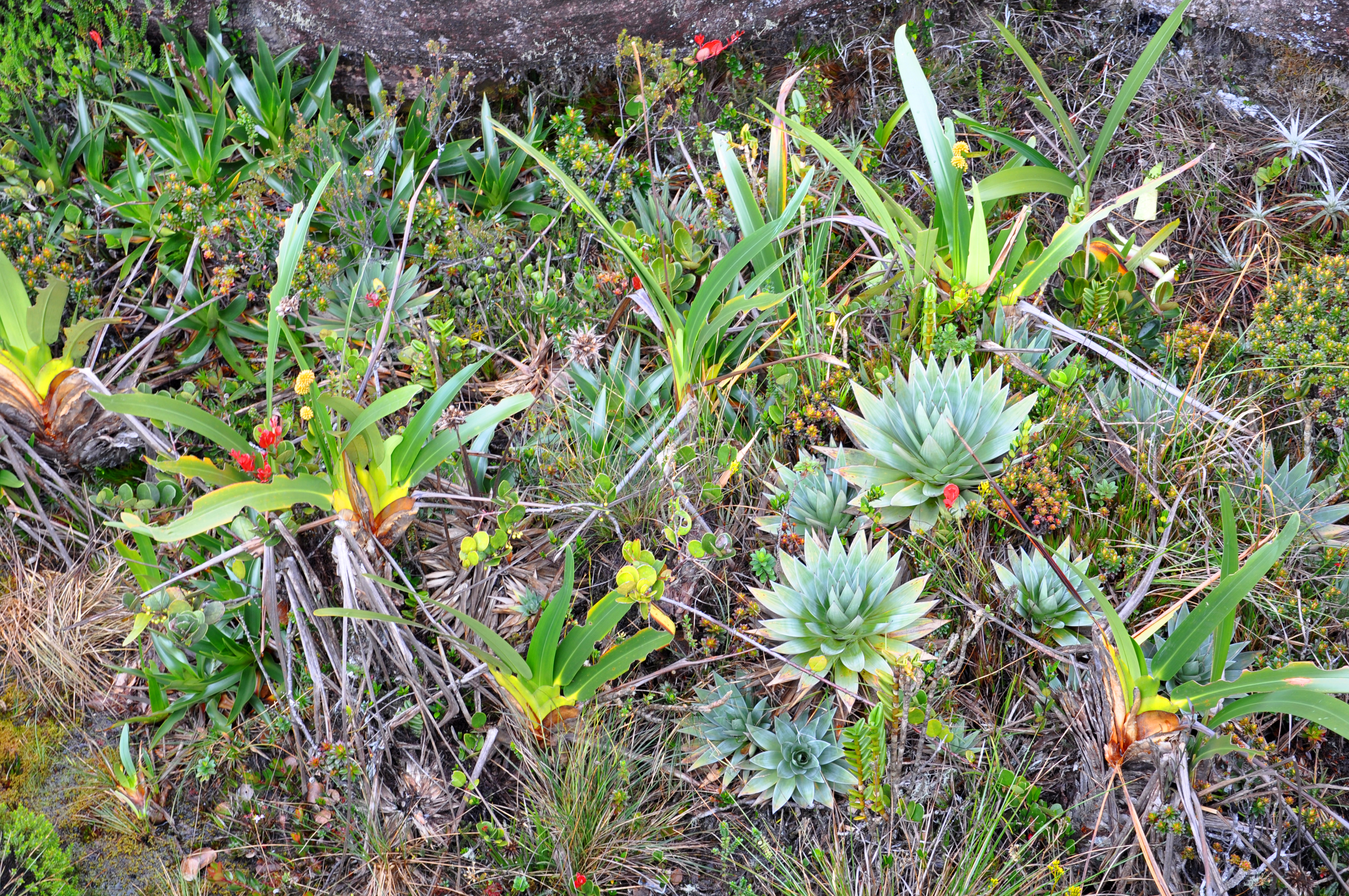
Les broussailles de Tepui sont considérés comme Préoccupation mineure (LC),.

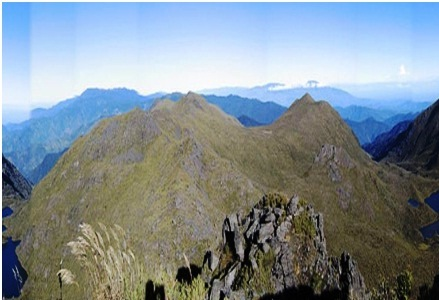
Le Páramo Costaricain était évalué comme Données insuffisantes (DD)» et attende des nouvelles études to évaluer son risque de d’effondrement.

Les acronymes pour les catégories de risque de la LRE (CO, CR, EN, VU, NT, LC, DD, NE) sont toujours en anglais, et ils ne changent pas selon la langue de document dans lequel ils apparaissent.

#### Effondré  (CO)
Un écosystème est Effondré lorsqu'il est pratiquement certain que toutes les occurrences de ses caractéristiques biotiques ou abiotiques sont perdues et que les biotes indigènes caractéristiques ne sont plus maintenus. Cette catégorie n'est attribuée que lorsque les évaluateurs sont pratiquement certains (probabilité de plus de 99%) du résultat de l'évaluation. Sinon, si Effondré est la catégorie la plus probable, elle devrait figurer dans la liste En danger critique avec la limite supérieure de Effondré.
L'effondrement est considéré comme un paramètre du déclin et de la dégradation des écosystèmes et constitue donc le résultat le plus extrême du protocole d'évaluation des risques. Pour cette raison, cette catégorie ne doit être attribuée que lorsque la preuve est conforme à une norme très élevée. Contrairement au processus analogue d'extinction des espèces, l'effondrement est théoriquement réversible. Dans d'autres protocoles d'évaluation, les termes "éteint", "éliminé" ou "disparu" sont souvent utilisés à la place de "effondré",.

#### En Danger Critique (CR)
Un écosystème est En danger critique d'extinction lorsque les meilleures preuves disponibles indiquent qu'il répond à l'un des critères de A à E pour le statut d'extinction critique. Il est donc considéré comme présentant un risque extrêmement élevé d'effondrement. Officiellement, cela représente une probabilité d'effondrement de 50% sur une période de 50 ans dans l'avenir (selon le critère E). En pratique, cette catégorie est délimitée par des seuils fondés sur un compromis entre considérations théoriques et pratiques. Pour les critères liés au déclin de la répartition des écosystèmes (critère A), à la dégradation de l'environnement abiotique (critère C) et à la perturbation des interactions et processus biotiques. (critère D), les valeurs de seuil ont été fixées à des valeurs élevées pour les déclins actuels et futurs (80%) et à des valeurs plus élevées pour les déclins historiques (90%). Pour l'évaluation de la distribution restreinte (critère B), les seuils ont été définis à la suite de plusieurs tests de simulation concernant l'effet de menaces spatialement explicites sur des écosystèmes de configurations spatiales différentes,,.

#### En Danger (EN)
Un écosystème est En danger lorsque les meilleures preuves disponibles indiquent qu'il répond à l'un des critères de A à E pour les espèces en voie de disparition. Il est donc considéré comme présentant un risque très élevé d'effondrement. Officiellement, cela représente une probabilité d'effondrement de 20% sur 50 ans (selon le critère E). Pour les critères liés au déclin de la répartition de l'écosystème (critère A), à la dégradation de l'environnement abiotique (critère C) et à la perturbation des interactions et processus biotiques (critère D), les valeurs de seuil ont été fixées à des valeurs intermédiaires pour les déclins actuels et futurs (50%), et une valeur plus élevée pour les déclins historiques (70%). Pour l'évaluation de la distribution restreinte (critère B), les seuils ont été définis à la suite de plusieurs tests de simulation concernant l'effet de menaces spatialement explicites sur des écosystèmes présentant différentes configurations spatiales,.

#### Vulnérable (VU)
Un écosystème est Vulnérable  lorsque les meilleures preuves disponibles indiquent qu'il répond à l'un des critères de A à E pour les personnes vulnérables. Il est donc considéré comme présentant un risque élevé d'effondrement. Officiellement, cela représente une probabilité de 10% d'effondrement dans un horizon de 100 ans (selon le critère E). Pour les critères liés au déclin de la répartition des écosystèmes (critère A), à la dégradation de l'environnement abiotique (critère C) et à la perturbation des interactions et processus biotiques (critère D), les valeurs de seuil ont été définies à des valeurs faibles pour les déclins actuels et futurs (30%), et une valeur intermédiaire pour les déclins historiques (50%). Pour l'évaluation de la distribution restreinte (critère B), les seuils ont été définis à la suite de plusieurs tests de simulation concernant l'effet de menaces spatialement explicites sur des écosystèmes de configurations spatiales différentes,.

#### Quasi menacé (NT)
Un écosystème est quasi menacé  lorsqu’il est évalué en fonction des critères sans atteindre les statuts En Danger Critique, En Danger ou Vulnérable au moment de l’évaluation, mais dont les valeurs restent proches des seuils requis. Il est probable qu’il appartienne à ces catégories à court terme.

#### Préoccupation mineure (LC)
Un écosystème est une Préoccupation mineure quand il a été évalué par rapport aux critères et ne peut pas être considéré comme étant en danger critique d'extinction, en danger, vulnérable ou quasi menacée. Les écosystèmes largement répartis et relativement peu dégradés sont inclus dans cette catégorie. Théoriquement, tous les écosystèmes présentent un risque d'effondrement, tout comme toutes les espèces sont menacées d'extinction. Le terme préoccupation mineure reflète le fait que ce risque est relativement faible. En pratique, cette catégorie est réservée aux écosystèmes qui ne répondent à aucun des critères quantitatifs (diminution de la répartition, répartition restreinte, dégradation des conditions environnementales ou perturbation des processus et des interactions biotiques).

#### Données insuffisantes (DD)
Un écosystème appartient à la catégorie Données insuffisantes  lorsque l’information disponible ne permet pas d’évaluer de façon directe ou indirecte le risque d’effondrement que présente l’écosystème en fonction du déclin de sa distribution, de ses perturbations des fonctions écologiques et de la dégradation de son environnement physique. Il ne s’agit pas d’une catégorie de menace et cela n’implique aucun niveau de risque d’effondrement. L’appartenance à cette catégorie indique que la situation de ces écosystèmes a été considérée, mais qu’il faut plus d’information pour pouvoir déterminer leur statut de risque.

#### Non Évalué (NE)
Un écosystème appartient à la catégorie Non Évalué lorsqu'il n'a pas encore été évalué par rapport aux critères. La catégorie "Non évalué" n'indique pas qu'un écosystème n'est pas menacé d'effondrement, mais simplement que l'écosystème n'a pas encore été étudié pour qu'aucun risque ne soit quantifié et publié.
Les acronymes des catégories de risque de la LRE (CO, CR, EN, VU, NT, LC, DD, NE) sont en anglais et, contrairement à d’autres, ne changent pas en fonction de la langue dans laquelle il est écrit. le document où ils apparaissent.

### Les critères (A-E)
Le protocole de la Liste Rouge des Écosystèmes est composé de cinq critères fondés sur des règles (A-E) qui assignent les écosystèmes à une catégorie de risque. Deux de ces critères évaluent les symptômes spatiaux d’effondrement : réduction de la distribution spatiale (A) et étendue restreinte (B). Deux critères évaluent les symptômes fonctionnels d’effondrement : dégradation de l’environnement (C) et perturbation des processus et interactions biotiques (D). Enfin, plusieurs menaces peuvent s’intégrer à un modèle de simulation de dynamique des écosystèmes qui produise des estimations quantitatives du risque d’effondrement (E).

## Adoption et application
Les critères et les catégories de la Liste rouge des écosystèmes de l'UICN ont été utilisés dans différents contextes. Il existe des exemples d'application locale, nationale et continentale. Certains pays, comme la Finlande, ont adopté ces directives en tant que système officiel d'évaluation des risques pour les écosystèmes,.

## Lignes directrices pour l’application des critères et catégories de la Liste Rouge des Écosystèmes de l’UICN
Les lignes directrices ont pour vocation d’assurer l’implémentation correcte des Critères et Catégories de la Liste Rouge des Écosystèmes de l’UICN en fournissant des informations sur le développement du protocole et en présentant une vue d’ensemble détaillée des fondements scientifiques qui sous-tendent les critères et catégories. Jusqu’à présent, deux versions ont été publiées:
- Version 1.0 (2016)
- Version 1.1 (2017)[11]

## Impacts, critiques et défis
L’élaboration de la liste rouge des écosystèmes de l’UICN a pris en compte les compromis entre généralité, précision, réalisme et simplicité. Les faiblesses conceptuelles et opérationnelles de l'approche, des catégories et des critères de LRE ont été discutées et débattues. Une évaluation juste de son efficacité et de son importance doit prendre en compte ses réalisations réelles en matière de conservation et de gestion des ressources naturelles, un équilibre entre avantages et limites et ses performances par rapport aux méthodes alternatives.
La Liste rouge des écosystèmes est un outil relativement récent pour informer les preneurs de décisions et les gestionnaires de projets de conservation, et il est encore difficile de mesurer son impact à moyen et long terme. L’investissement global a été modeste par rapport à d’autres produits et outils de conservation, qui existent depuis longtemps, mais son accueil par le public et les médias a été positif,. Il est considéré comme un outil potentiellement important pour créer des indicateurs qui mesurent le progrès des accords internationaux, tels que les objectifs d’Aichi pour la biodiversité et les objectifs de développement durable, mais sa mise en œuvre et son adoption ne sont pas encore généralisées,.
Certains arguments contre l’adoption à grande échelle de la LRE sont le manque de moyens cohérents de classification des écosystèmes pour évaluer l’état de conservation, les difficultés techniques liées au concept d’effondrement des écosystèmes et le manque de fondement scientifique pour les critères et les seuils. La classification et la représentation spatiale des écosystèmes constituent un défi majeur en soi.
Le concept d'effondrement de l'écosystème reste un sujet de débat majeur. Malgré les preuves empiriques, anticiper l'effondrement est un problème complexe. Bien que les états d’effondrement des écosystèmes soient souvent définis de manière quantitative, peu d’études décrivent correctement les transitions d’un état vierge ou original vers un effondrement.
Compte tenu de la nécessité réelle d’évaluer les risques pour les écosystèmes et d’établir des priorités de conservation nationales et régionales, l’utilisation d’une approche souple et standard comparable entre régions et pays présente un net avantage. Cela permettrait d'économiser du temps et des ressources précédemment utilisées pour élaborer des lignes directrices locales, et permettrait aux régions de partager et de comparer leurs expériences et d'éviter les pièges communs,.

## Voir Aussi
- Conservation de la nature
- Biologie de la conservation

## Liste des références
1. 1 2 3 4  (en) Keith, David. A. et al., « Scientific Foundations for an IUCN Red List of Ecosystems », PLOS ONE, vol. 8, no 5,‎ 8 mai 2013, e62111 (ISSN 1932-6203, PMID 23667454, PMCID PMC3648534, DOI 10.1371/journal.pone.0062111, lire en ligne, consulté le 24 janvier 2019).
2. ↑  (en) Jon Paul Rodríguez, « Threatened Ecosystems: Join a global network for developing an IUCN Red List for imperiled ecosystems », conbio.org,‎ novembre 2010 (lire en ligne, consulté le 21 janvier 2019).
3. ↑  (en) David A. Keith, « Separating risks from values in setting priorities for plant community conservation », Applied Vegetation Science, vol. 17, no 3,‎ 2014, p. 384–385 (ISSN 1654-109X, DOI 10.1111/avsc.12112, lire en ligne, consulté le 21 janvier 2019).
4. 1 2  (en) Emily Nicholson, Tracey J. Regan, Tony D. Auld et Emma L. Burns, « Towards consistency, rigour and compatibility of risk assessments for ecosystems and ecological communities », Austral Ecology, vol. 40, no 4,‎ 2015, p. 347–363 (ISSN 1442-9993, DOI 10.1111/aec.12148, lire en ligne, consulté le 21 janvier 2019).
5. 1 2  (en) Jon Paul Rodríguez, Jennifer K. Balch et Kathryn M. Rodríguez-Clark, « Assessing extinction risk in the absence of species-level data: quantitative criteria for terrestrial ecosystems », Biodiversity and Conservation, vol. 16, no 1,‎ 1er janvier 2007, p. 183–209 (ISSN 1572-9710, DOI 10.1007/s10531-006-9102-1, lire en ligne, consulté le 21 janvier 2019).
6. ↑  Jon Paul Rodríguez, Kathryn M. Rodríguez-Clark, David A. Keith et Edmund G. Barrow, « IUCN Red List of Ecosystems », S.A.P.I.EN.S. Surveys and Perspectives Integrating Environment and Society, no 5.2,‎ 23 août 2012 (ISSN 1993-3800, lire en ligne, consulté le 21 janvier 2019).
7. ↑  (en) Lucie M. Bland, Tracey J. Regan, Minh Ngoc Dinh, Renata Ferrari, David A. Keith, Rebecca Lester, David Mouillot, Nicholas J. Murray, Hoang Anh Nguyen et Emily Nicholson, « Using multiple lines of evidence to assess the risk of ecosystem collapse », Proceedings of the Royal Society,‎ 2017 (ISSN 1471-2954, lire en ligne).
8. ↑  (en) Nicholas J. Murray, Zhijun Ma et Richard A. Fuller, « Tidal flats of the Yellow Sea: A review of ecosystem status and anthropogenic threats », Austral Ecology, vol. 40, no 4,‎ 2015, p. 472–481 (ISSN 1442-9993, DOI 10.1111/aec.12211, lire en ligne, consulté le 25 janvier 2019).
9. ↑  (en) Rodríguez J.P., Rojas-Suárez F. et Giraldo Hernández D., « Red Book of Venezuelan Terrestrial Ecosystems  (PDF) », Provita,‎ 2010 (lire en ligne).
10. ↑  (en) Herrera F.B., Zamora N. et Chacón O., « Lista Roja de los Ecosistemas Terrestres de Costa Rica: Informe final de proyecto (PDF) », Turrialba – Costa Rica: CATIE.,‎ 2015, pp. 75 p (lire en ligne).
11. 1 2 3 4 5 6  (en) L. M. Bland, David (David Andrew) Keith, Rebecca M. Miller et N. J. Murray, Guidelines for the application of IUCN Red List of Ecosystems categories and criteria, 2017 (ISBN 9782831717692, lire en ligne).
12. 1 2 3 4 5  (en) David A. Keith, Jon Paul Rodríguez, Thomas M. Brooks et Mark A. Burgman, « The IUCN Red List of Ecosystems: Motivations, Challenges, and Applications », Conservation Letters, vol. 8, no 3,‎ 2015, p. 214–226 (ISSN 1755-263X, DOI 10.1111/conl.12167, lire en ligne, consulté le 24 janvier 2019).
13. ↑  (en) Jon Paul Rodríguez, Kathryn M. Rodríguez‐Clark, Jonathan E. M. Baillie et Neville Ash, « Establishing IUCN Red List Criteria for Threatened Ecosystems », Conservation Biology, vol. 25, no 1,‎ 2011, p. 21–29 (ISSN 1523-1739, PMID 21054525, PMCID PMC3051828, DOI 10.1111/j.1523-1739.2010.01598.x, lire en ligne, consulté le 24 janvier 2019).
14. 1 2 3  (en) Nicholas J. Murray, David A. Keith, Lucie M. Bland et Emily Nicholson, « The use of range size to assess risks to biodiversity from stochastic threats », Diversity and Distributions, vol. 23, no 5,‎ 2017, p. 474–483 (ISSN 1472-4642, DOI 10.1111/ddi.12533, lire en ligne, consulté le 24 janvier 2019).
15. ↑  (en) David A. Keith, H. Resit Akçakaya et Nicholas J. Murray, « Scaling range sizes to threats for robust predictions of risks to biodiversity », Conservation Biology, vol. 32, no 2,‎ 2018, p. 322–332 (ISSN 1523-1739, DOI 10.1111/cobi.12988, lire en ligne, consulté le 24 janvier 2019).
16. 1 2  (en) David A. Keith, Irene Zager, Andrew Skowno et Patricio Pliscoff, « Impacts of the IUCN Red List of Ecosystems on Conservation Policy and Practice », preprints.org,‎ 7 décembre 2018 (DOI 10.20944/preprints201812.0097.v1, lire en ligne, consulté le 24 janvier 2019).
17. ↑  (en) José Rafael Ferrer‐Paris, Irene Zager, David A. Keith et María A. Oliveira‐Miranda, « An ecosystem risk assessment of temperate and tropical forests of the Americas with an outlook on future conservation strategies », Conservation Letters, vol. 0, no 0,‎ janvier 2019, e12623 (ISSN 1755-263X, DOI 10.1111/conl.12623, lire en ligne, consulté le 24 janvier 2019).
18. ↑  (en) Naomi Kingston, Bruce Young, Stephen Woodley et Andrew W. Tordoff, « Assessing the Cost of Global Biodiversity and Conservation Knowledge », PLOS ONE, vol. 11, no 8,‎ 16 août 2016, e0160640 (ISSN 1932-6203, PMID 27529491, PMCID PMC4986939, DOI 10.1371/journal.pone.0160640, lire en ligne, consulté le 24 janvier 2019).
19. 1 2  (en-US) PLOS Collections, « The policy impact of scientific research: looking back at 10 years of PLOS ONE | EveryONE: The PLOS ONE blog », sur EveryONE, 27 juin 2017 (consulté le 24 janvier 2019).
20. ↑  (en) « Harnessing biodiversity and conservation knowledge products to track the Aichi Targets and Sustainable Development Goals », sur www.tandfonline.com (DOI 10.1080/14888386.2015.1075903, consulté le 24 janvier 2019).
21. ↑  Daniela Gigante, Bruno Foggi, Roberto Venanzoni et Daniele Viciani, « Habitats on the grid: The spatial dimension does matter for red-listing », Journal for Nature Conservation, vol. 32,‎ 1er juillet 2016, p. 1–9 (ISSN 1617-1381, DOI 10.1016/j.jnc.2016.03.007, lire en ligne, consulté le 24 janvier 2019).
22. ↑  (en) Chloe F. Sato et David B. Lindenmayer, « Meeting the Global Ecosystem Collapse Challenge », Conservation Letters, vol. 11, no 1,‎ 2018, e12348 (ISSN 1755-263X, DOI 10.1111/conl.12348, lire en ligne, consulté le 24 janvier 2019).
23. ↑  (en) Lucie M. Bland, Jessica A. Rowland, Tracey J. Regan et David A. Keith, « Developing a standardized definition of ecosystem collapse for risk assessment », Frontiers in Ecology and the Environment, vol. 16, no 1,‎ 2018, p. 29–36 (ISSN 1540-9309, DOI 10.1002/fee.1747, lire en ligne, consulté le 24 janvier 2019).